# Stangenschloss

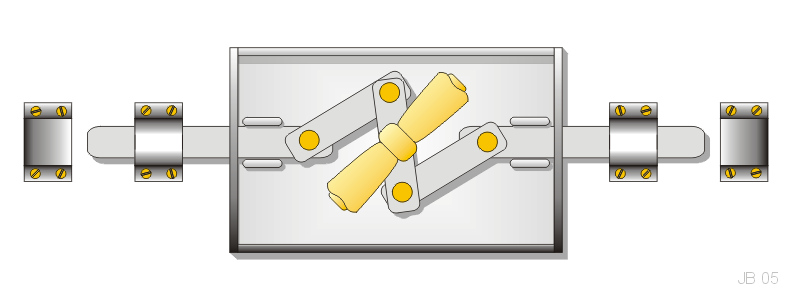
Zweiseitiges Schubriegelschloss mit Kurbelantrieb

Bei einem Stangenschloss wird der Abstand zwischen Verriegelungsmechanismus und Betätigung durch einen Stangentrieb mit Dreh- oder Schubstange überbrückt. Es wurde traditionell zum Verschließen von Fenstern und Türen eingesetzt. Heute findet es sich noch an Möbeltüren, Klappen und Sicherheitstüren mit Mehrfachverriegelung.
Stangenschlösser werden angewendet, wenn
- der Verriegelungsmechanismus in einer Höhe liegt, der mit der Hand nicht ohne weiteres zu erreichen ist,
- Türen, Fenster oder Klappen an mehreren Stellen gleichzeitig verriegelt werden sollen oder
- beide Flügel von doppelflügligen Fenstern oder Türen zugleich verriegelt werden sollen.

Durch die keil- (beim Treibriegelschloss) oder spiralförmige (beim Drehstangenschloss) Gestaltung des Schließmechanismus können Tür- oder Fensterflügel beim Verriegeln straff an Rahmen oder Zarge herangezogen werden. Dies ermöglicht einen luftdichten Verschluss der Öffnung und reduziert insbesondere bei hölzernen Flügelkonstruktionen die Verwindung von Fensterflügel oder Türblatt.
Traditionelle Stangenschlösser wurden heute weitgehend durch moderne, verdeckt liegende Beschläge ersetzt, deren Betätigungs- und Schließmechanismen nach wie vor über Stangen miteinander gekoppelt werden.

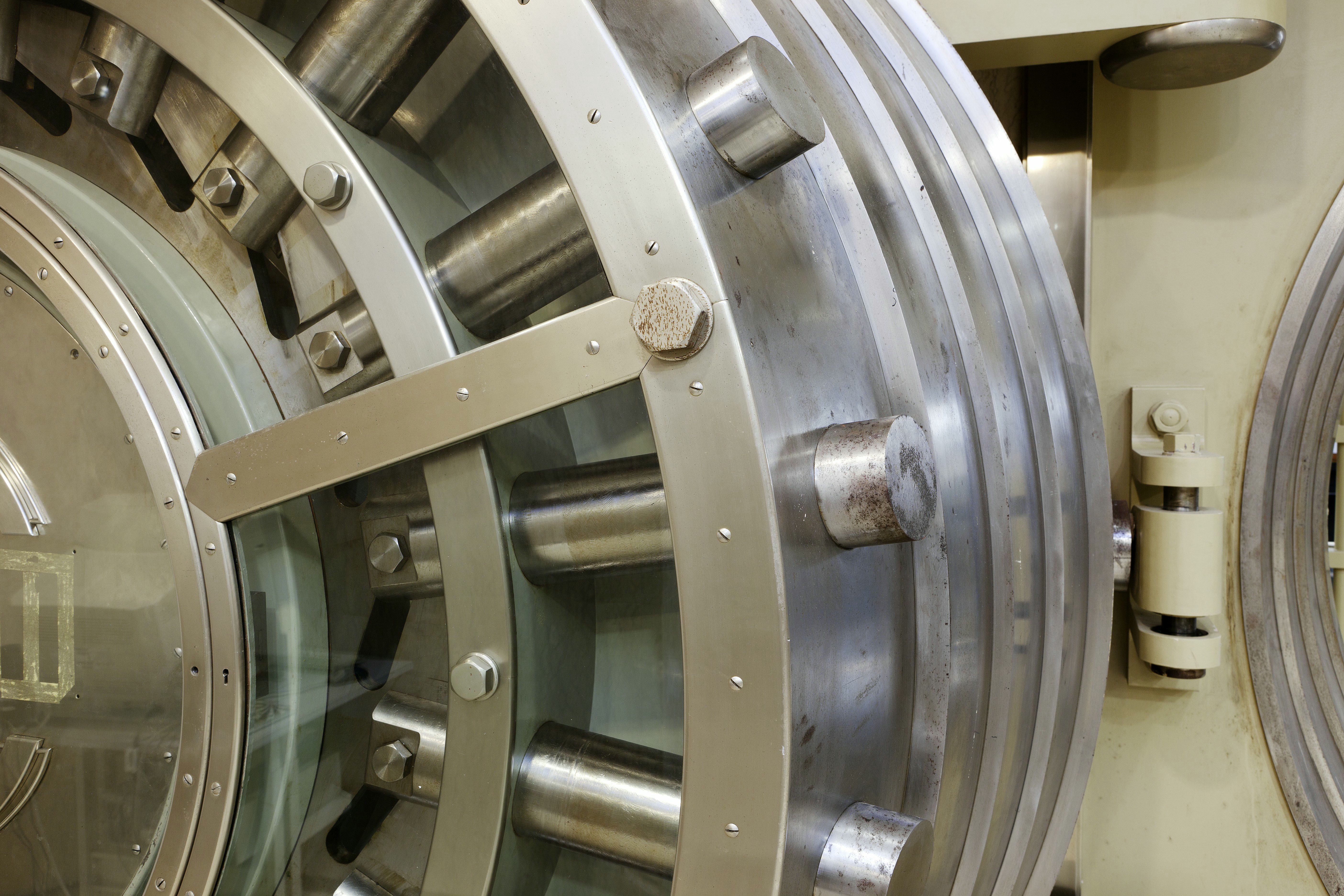
Schubstangenverschluss einer Tresortür

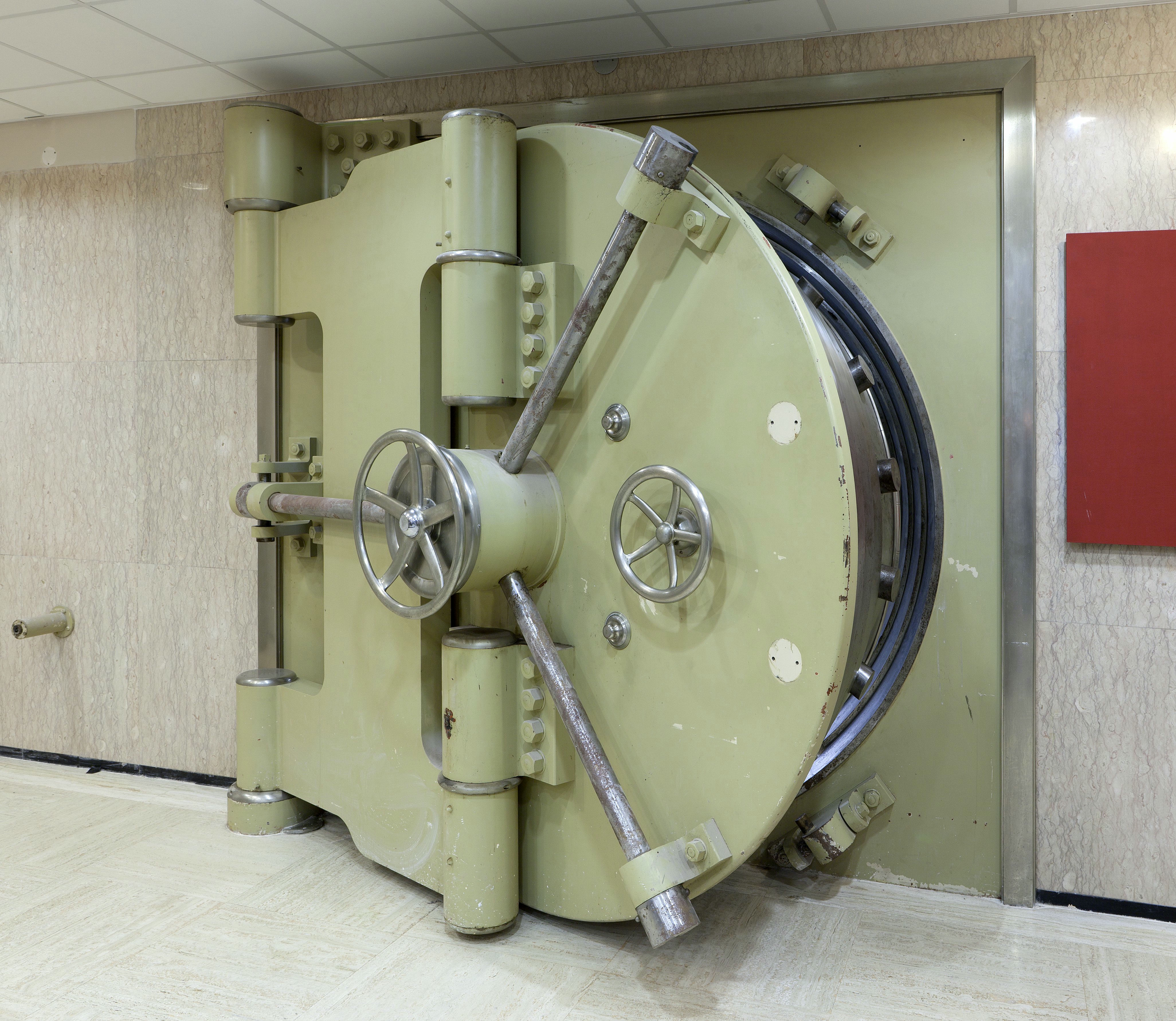
Äußerer Drehstangenverschluss der gleichen Tresortür

## Treibriegel- oder Schubriegelschloss
Ein Schubriegelschloss ist ein Kastenriegelschloss mit nach oben und unten oder seitlich laufenden Metallstangen oder Sperrbügeln, die zum Verriegeln hinter einen Bügel oder in einen Schließkasten greifen. Fenster, Türen und Klappen können so dicht und sicher verschlossen werden.
Die Stangen werden häufig über ein zentrales Getriebe angetrieben, welches als Basküle oder Baskülenschloss bezeichnet wird.

### Funktionsweise
Um die gegenläufige Bewegung der Stangen zu erreichen, verfügt die Verschlussmechanik entweder über einen Zahnstangen- oder einen Kurbeltrieb (siehe Abbildung). Beim Drehen des Griffs betätigt das aufgesetzte Ritzel die mit den Antriebsstangen verbundene Zahnstange, oder der Antrieb erfolgt über einen Kniehebelmechanismus. Da die Stangen sich beidseitig der Antriebsachse befinden, bewegen sie sich gegenläufig.
Beim Kurbel- bzw. Hebeltrieb können noch Koppelstangen zum Antrieb der eigentlichen Schubstangen dienen. Die Verschlussmechanik befindet sich am äußeren Ende der Schub- bzw. Schließstangen.
Insbesondere zum druckfesten Verschluss von Schotten auf Schiffen sowie zum Einbruchschutz bei Tresortüren ist es üblich, über die Breite der Tür noch weitere Stangen einzusetzen, die auch in seitliche Schließtaschen der Zarge greifen und eine Verriegelung nach allen vier Seiten ermöglichen.
Bei Möbeln findet sich das Stangeschloss häufig an zweitürigen Schränken. Es ist meist an der rechten Tür angebracht und verschließt diese, indem es in Boden und Decke des Schrankes eingreift. Die Tür mit Schloss besitzt dann eine Schlagleiste, so dass die zweite Tür, die kein Schloss besitzt, von ihr ebenfalls zugehalten wird.

## Drehstangenschloss
Bei einer anderen Variante des Stangenschlosses werden die Schließstangen nicht nach außen geschoben, sondern drehen sich. Am Ende jeder Stange befindet sich ein speziell geformter Haken, der hinter einen Zapfen in Boden und Decke eines Möbelsstücks oder eine an Tür- oder Fensterrahmen befestigte Öse greift. Durch die Drehbewegung und den sich spiralförmig verkleinernden Radius der Rundung des Hakens werden Tür oder Fenster beim Verschließen an die Zarge gezogen und schließen besonders dicht.
Historische Ausführungen wurden oft durch seitliches Drehen eines an die Stange geschmiedeten Hebels verschlossen. Diese besonders robuste Ausführung erfordert kein Getriebe und wird bei historischen oder historisierenden Gebäuden heute noch eingesetzt. Siehe auch: Espagnolette.